# Giaguari Torino 2019
Questa voce raccoglie le informazioni riguardanti i Giaguari Torino nelle competizioni ufficiali della stagione 2019.

## Roster
| Roster dei Giaguari Torino (2019) |
| --- |
| Quarterback - Nicholas Dalmasso - 15 Andrea Serra - 3 Mark Wright junior Running Back - 32 Alberto Ghio - Antonio Scazzi - Edoardo Stradella - 27 Tommaso Tenconi Wide Receiver - 83 Enrico Capello - 17 Davide Delfino - 7 Francesco Ferraris - 20 Luca Fontana - 43 Riccardo Maritano - 9 Andrea Morelli WR/P - Davide Robaldo - 84 Francesco Ruffinatto - Tamsir Seck - 19 Alessandro Socci - 18 Michael Wacoubo Offensive Linemen - 77 Andrea Carpignano - 59 Daniel Cerrato - Stefano Chiarla - 53 Donato Grieco - 67 Matteo Lucerna - 72 Martino Paschetto - Pietro Pavanati - 65 Federico Porzio - 75 Simone Zaccherini Defensive Linemen - 94 Nosa Aguebor - 54 Daniel Akmel - Silvio Apicella - 90 Alessandro Brezzi - Igor Bona - 97 Davide Ciccorelli - 91 Federico Cimini - 56 Marco Pavan - Luigi Tesoro - Alessio Varelli Linebacker - Davide Capello - 21 Alessandro d'Alice - 57 Davide Montanella - Lorenzo Nicolosi - 35 Davide Pizzimento - 96 Davide Tebaldi - 47 Daniele Torrente Defensive Back - 4 Adehkeem Brown - Matteo de Guglielmi - Simone di Bari - 26 Mattia di Lilla - Marco Ferrari - Luca Grillo - Edgar Kesse - 6 Rodolfo Ligotti - 5 Luca Marini - 24 Matteo Maritano - 25 Riccardo Petrilli - 30 Luca Romeo Special Team - 2 Jacopo Caprioglio K Coaching staff Luca Lorandi (HC/OC/QB) · Riccardo Merola (DC/ST) · Davide Peiroleri (OL) · Max Gertosio (Ass. OL) · Franz Gerbino (WR) · Massimo Foglio (Ass. WR) · Maurizio Pirillo (RB) · Paolo Rigazzi (DL) · Brian Michitti (Ass. DC) · Matteo Rossi (Ass. LB) |

## Campionato I Divisione 2019

### Stagione regolare
| Arbitri: | Sala R. Buran Tomaz A. Ferrarini A. Visconti R. Rettani B. Jovanovic |

| |           |                                                                            |
| della Vecchia 11':50" Q1 (TD) 80yd kickoff return Simone Q1 (tpc) rush Gregorio 11':08" Q1 (TD) 11yd pass from D. Gahafer Simone 6':10" Q1 (TD) 12yd pass from D. Gahafer della Vecchia Q1 (pat) Bonacci 0':46" Q2 (TD) 2yd pass from D. Gahafer della Vecchia Q2 (pat) Simone 11':55" Q4 (TD) 17yd pass from D. Gahafer Simone 0':59" Q4 (TD) 13yd pass from D. Gahafer della Vecchia Q4 (pat) | Marcatori | J. Salsa 3':12" Q3 (TD) 5yd pass from M. Wright jr. J. Caprioglio Q3 (pat) |

| Arbitri: | A. Maghini Gaias G. Rizzello A. Sartini M. Bernardi A. Pagani |

| |           | |
| M. Bonzanni 1':35" Q1 (TD) 65yd pass from Fimiani W. Testa Q1 (pat) Germany 0':09" Q2 (TD) 1yd run W. Testa Q2 (pat) Fimiani 7':44" Q3 (TD) 4yd run W. Testa Q3 (pat) C. Iacona 6':32" Q3 (saf) Germany 3':24" Q4 (TD) 3yd run W. Testa Q4 (pat) | Marcatori | A. Ghio 5':47" Q2 (TD) 5yd run J. Caprioglio Q2 (pat) J. Salsa 1':33" Q2 (TD) 24yd pass from M. Wright jr. J. Caprioglio Q2 (pat) M. Wacoubo 8':44" Q4 (TD) 40yd pass from M. Wright jr. J. Caprioglio Q4 (pat) |

| Arbitri: | A. Maghini M. Breglia P. Moglia R. Rettani A. Pagani G. Sanfelice R. Buran |

| |           | |
| F. Ferraris 1':58" Q2 (TD) 19yd pass from M. Wright jr. J. Caprioglio Q2 (pat) A. Ghio 5':52" Q3 (TD) 19yd run J. Caprioglio Q3 (pat) | Marcatori | Nacita 11':05" Q1 (TD) 2yd run Nacita Q1 (tpc) rush Carboni 7':45" Q1 (TD) 6yd pass from Hawthorne F. Camorani Q1 (pat) Nacita 8':04" Q3 (TD) 6yd run Hawthorne 4':25" Q3 (TD) 10yd run F. Camorani Q3 (pat) Nacita 1':45" Q3 (TD) 44yd run F. Camorani Q3 (pat) Nacita 6':41" Q4 (TD) 5yd run F. Camorani Q4 (pat) Q. Sousa 4':27" Q4 (TD) 1yd run F. Camorani Q4 (pat) |

| Arbitri: | R. Passalacqua F. Tognon P. Moglia A. Menotti M. Breglia A. Pagani D. Gilardi |

| |           | |
| A. Ghio 8':51" Q1 (TD) 37yd run J. Caprioglio Q1 (pat) A. Brown 3':30" Q4 (TD) 45yd pass from M. Wright Jr. J. Caprioglio Q4 (pat) M. Wright Jr. 1':53" Q4 (TD) 45yd run | Marcatori | Barbagallo 3':15" Q1 (TD) 1yd pass from T. Johnson P. Meconi Q1 (pat) R. Setti 0':00" Q2 (TD) 4yd pass from T. Johnson T. Johnson 9':00" Q4 (TD) 2yd run S. Cerini 8':11" Q4 (saf) M. Wright Jr. sacked for loss of 15 yards to the 0yd M. Arca 5':00" Q4 (TD) 17yd run P. Meconi Q4 (pat) |

| Arbitri: | Sala M. Breglia P. Moglia F. Antonelli P. Gentile G. Sanfelice A. Pagani |

| |           | |
| T. Seck 8':47" Q2 (TD) 9yd pass from M. Wright jr. M. Wacoubo 1':07" Q2 (TD) 85yd pass from M. Wright jr. A. Brown Q2 (tpc) pass from M. Wright jr. A. Mella 10':14" Q3 (TD) 15yd pass from M. Wright jr. J. Salsa 8':16" Q3 (TD) 54yd pass from M. Wright jr. A. Morelli Q3 (pat) | Marcatori | di Tunisi 8':52" Q1 (FG) 37yd di Tunisi 3':49" Q1 (TD) 13yd pass from Zahradka di Tunisi Q1 (pat) Mitchell 5':34" Q2 (TD) 13yd pass from Zahradka di Tunisi Q2 (pat) Mitchell 8':34" Q3 (TD) 6yd pass from Zahradka Bonaparte 0':21" Q3 (TD) 12yd pass from Zahradka Bonaparte 4':05" Q4 (TD) 2yd run di Tunisi Q4 (pat) |

| Arbitri: | E. Smith N. Fani G. Rizzello F. Antonelli A. Sartini R. Buran R. Rettani |

| |           | |
| Polidori 7':54" Q1 (TD) 14yd pass from Hennessey Felli Q1 (pat) Felli 3':01" Q1 (FG) 27yd Polidori 9':24" Q2 (TD) 86yd pass from Hennessey Felli Q2 (pat) Pooda 2':33" Q2 (TD) 5yd run Felli Q2 (pat) Ampomah 10':54" Q3 (TD) 6yd pass from Hennessey Felli Q3 (pat) Pooda 7':59" Q4 (TD) 53yd run Felli Q4 (pat) | Marcatori | M. Wacoubo 5':24" Q2 (TD) 79yd pass from M. Wright jr. T. Seck Q2 (tpc) pass from M. Wright jr. J. Salsa 0':15" Q2 (TD) 24yd pass from M. Wright jr. A. d'Alice Q2 (pat) A. Brown 3':27" Q3 (TD) 1yd pass from M. Wright jr. A. d'Alice Q3 (pat) M. Wright jr. 4':33" Q4 (TD) 2yd run |

| Arbitri: | G. Marcuccetti M. Breglia A. Ferrarini F. Antonelli A. Pagani A. Gentile R. Rettani |

| |           | |
| A. Brown 5':29" Q1 (TD) 33yd pass from M. Wright jr. A. d'Alice Q1 (pat) A. Brown 8':45" Q2 (TD) 1yd pass from M. Wright jr. A. d'Alice Q2 (pat) A. Brown 2':32" Q2 (TD) 10yd pass from M. Wright jr. A. d'Alice Q2 (pat) T. Seck 10':37" Q3 (TD) 53yd pass from M. Wright jr. A. d'Alice Q3 (pat) T. Seck 8':24" Q3 (TD) 29yd pass from M. Wright jr. A. d'Alice Q3 (pat) T. Seck 1':40" Q3 (TD) 85yd kickoff return M. Wacoubo 0':59" Q4 (TD) 20yd pass from M. Wright jr. A. d'Alice Q4 (pat) | Marcatori | M. Zanetti 6':10" Q1 (TD) 24yd pass from Scaglia G. Sassoli 4':22" Q1 (TD) 41yd pass from Scaglia S. Capogrosso 0':59" Q2 (TD) 9yd pass from Scaglia P. Sargeni Q2 (pat) M. Zanetti 5':06" Q3 (TD) 12yd pass from Scaglia P. Sargeni Q3 (pat) M. Berezan 2':06" Q3 (TD) 4yd run M. Berezan Q3 (tpc) rush M. Berezan 7':00" Q4 (TD) 1yd run M. Berezan 4':00" Q4 (TD) 49yd pass from Scaglia |

| Arbitri: | Sala R. Buran Tomaz A. Ferrarini A. Chiello N. Pizzorno S. Marià |

| |           | |
| S. Gatto 6':51" Q1 (TD) 16yd pass from Hughes III 1':57" Q3 (TD) 14yd run Hughes III 2':39" Q4 (TD) 10yd run | Marcatori | A. Mella 5':22" Q2 (TD) 3yd pass from M. Wright jr. A. d'Alice Q2 (pat) J. Salsa 0':51" Q2 (TD) 24yd pass from M. Wright jr. A. d'Alice Q2 (pat) A. Mella 9':00" Q3 (TD) 9yd pass from M. Wright jr. A. d'Alice Q3 (pat) A. d'Alice 5':19" Q4 (FG) 22yd |

### Playoff
| Arbitri: | S. d'Amato G. Marcuccetti I. Conti B. Jovanovic A. Visconti R. Rettani N. Pizzorno |

| |           | |
| Nacita 6':59" Q1 (TD) 2yd run F. Camorani Q1 (pat) F. Camorani 8':33" Q2 (FG) 29yd Nacita 0':08" Q2 (TD) 8yd run F. Camorani Q2 (pat) Nacita 4':15" Q3 (TD) 81yd run F. Camorani Q3 (pat) Sousa 2':15" Q3 (TD) 11yd pass from Hawthorne} F. Camorani Q3 (pat) | Marcatori | J. Salsa 0':00" Q3 (TD) 27yd pass from M. Wright jr. A. Brown 5':05" Q4 (TD) 3yd pass from M. Wright jr. T. Seck Q4 (tpc) pass from M. Wright jr. |

## Statistiche di squadra
| Competizione      | %Vittorie | In casa | In casa | In casa | In casa | In casa | In casa | In trasferta | In trasferta | In trasferta | In trasferta | In trasferta | In trasferta | Totale | Totale | Totale | Totale | Totale | Totale |
| Competizione      | %Vittorie | G       | V       | N       | P       | Pf      | Ps      | G            | V            | N            | P            | Pf           | Ps           | G      | V      | N      | P      | Pf     | Ps     |
| ----------------- | --------- | ------- | ------- | ------- | ------- | ------- | ------- | ------------ | ------------ | ------------ | ------------ | ------------ | ------------ | ------ | ------ | ------ | ------ | ------ | ------ |
| Stagione regolare | .250      | 4       | 1       | 0       | 3       | 109     | 159     | 4            | 1            | 0            | 3            | 80           | 127          | 8      | 2      | 0      | 6      | 189    | 286    |
| Playoff           | .000      | 0       | 0       | 0       | 0       | 0       | 0       | 1            | 0            | 0            | 1            | 14           | 31           | 1      | 0      | 0      | 1      | 14     | 31     |
| Totale            | .222      | 4       | 1       | 0       | 3       | 109     | 159     | 5            | 1            | 0            | 4            | 94           | 158          | 9      | 6      | 0      | 3      | 203    | 317    |

## Statistiche personali

### Marcatori
| Giocatore     | Ruolo | TD rush | TD recv | TD int | TD p.ret | TD k.ret | TD oth | Xp1 | Xp2 | FG  | Saf | Totale |
| ------------- | ----- | ------- | ------- | ------ | -------- | -------- | ------ | --- | --- | --- | --- | ------ |
| Brown         |       | 0+0     | 5+1     | 0+0    | 0+0      | 0+0      | 0+0    | 0+0 | 1+0 | 0+0 | 0+0 | 38     |
| J. Salsa      |       | 0+0     | 5+1     | 0+0    | 0+0      | 0+0      | 0+0    | 0+0 | 0+0 | 0+0 | 0+0 | 36     |
| T. Seck       |       | 0+0     | 3+0     | 0+0    | 0+0      | 1+0      | 0+0    | 0+0 | 1+1 | 0+0 | 0+0 | 28     |
| M. Wacoubo    |       | 0       | 4       | 0      | 0        | 0        | 0      | 0   | 0   | 0   | 0   | 24     |
| A. Ghio       |       | 3       | 0       | 0      | 0        | 0        | 0      | 0   | 0   | 0   | 0   | 18     |
| A. Mella      |       | 0       | 3       | 0      | 0        | 0        | 0      | 0   | 0   | 0   | 0   | 18     |
| A. d'Alice    |       | 0       | 0       | 0      | 0        | 0        | 0      | 11  | 0   | 1   | 0   | 14     |
| M. Wright jr. |       | 2       | 0       | 0      | 0        | 0        | 0      | 0   | 0   | 0   | 0   | 12     |
| J. Caprioglio |       | 0       | 0       | 0      | 0        | 0        | 0      | 8   | 0   | 0   | 0   | 8      |
| F. Ferraris   |       | 0       | 1       | 0      | 0        | 0        | 0      | 0   | 0   | 0   | 0   | 6      |
| A. Morelli    |       | 0       | 0       | 0      | 0        | 0        | 0      | 1   | 0   | 0   | 0   | 1      |

### Passer rating
| Giocatore     | G   | Att    | Comp   | Int | Yds      | TD   | NFL    | NCAA   |
| ------------- | --- | ------ | ------ | --- | -------- | ---- | ------ | ------ |
| M. Wright jr. | 8+1 | 252+37 | 127+20 | 5+3 | 1839+201 | 21+2 | 88,88  | 130,89 |
| A. Serra      | 3+1 | 4+1    | 0+0    | 0+0 | 0+0      | 0+0  | 39,58  | 0,00   |
| Morelli       | 5+1 | 2+1    | 2+0    | 0+0 | 20+0     | 0+0  | 85,42  | 122,67 |
| A. Brown      | 7   | 1      | 1      | 0   | 16       | 0    | 118,75 | 234,40 |
| J. Salsa      | 5   | 1      | 0      | 0   | 0        | 0    | 39,58  | 0,00   |